# Claude Aubert (militaire)
Pour les articles homonymes, voir Aubert et Claude Aubert.
Claude Aubert, né le 31 janvier 1752 à Vauvillers (Haute-Saône), mort le 6 juillet 1794 aux Îles Sous-le-Vent (Guadeloupe), est un général de brigade de la Révolution française.

## Biographie
Il est nommé chef de brigade le 5 juin 1793, et il est promu général de brigade le 27 novembre 1793 à l'armée du Nord. Le 21 décembre 1793, il devient commandant des Îles Sous-le-Vent à la Guadeloupe.
Il meurt en service le 6 juillet 1794.

## Sources
- (en) « Generals Who Served in the French Army during the Period 1789 - 1814: Eberle to Exelmans »
- (pl) « Napoléon.org.pl »
- Docteur Robinet, Jean-François Eugène et J. Le Chapelain, Dictionnaire historique et biographique de la révolution et de l'empire, 1789-1815, volume 2, Librairie Historique de la révolution et de l’empire, 900 p. (lire en ligne), p. 62